# Eutrecha longirostris
Eutrecha longirostris är en spindeldjursart som beskrevs av Paul Jean Baptiste Maury 1982. Eutrecha longirostris ingår i släktet Eutrecha och familjen Ammotrechidae. Inga underarter finns listade i Catalogue of Life.